# Ministère de l'Intérieur v. Fourie
Ministère de l'Intérieur v. Fourie est un arrêt de la Cour constitutionnelle d'Afrique du Sud datant du 1er décembre 2005 qui déclare à l'unanimité qu'il est inconstitutionnel d'interdire l'accès au mariage aux couples homosexuels. La Cour donne alors un an au Parlement pour légaliser le mariage des couples de même sexe en Afrique du Sud.